# Deutsche Kommunistische Partei
Deutsche Kommunistische Partei er et tysk marxistisk-leninistisk politisk parti. Partiet havde i 2009 ca. 4.000 medlemmer Partiet udgiver ugeavisen unsere Zeit.
Partiet blev dannet i Vesttyskland i 1968 som erstatning for Kommunistische Partei Deutschlands, der var blevet forbudt af Bundesverfassungsgericht i 1956. Partiet har altid været parlamentarisk perifært og har aldrig opnået mere end 0,3% af stemmerne ved valg til Forbundsdagen. Ved det seneste valg til Forbundsdagen i 2017 opnåede partiet 11.558 stemmer ud af 47 millioner afgivne stemmer, svarende til et resultat på 0,0%. På delstatsplan fik det lidt større succes i 1970'erne med 2,2% af stemmerne i Hamburg, 3,1% i Bremen og 2,7% i Saarland.
Under den kolde krig blev partiet overvejende finansieret af DDR's kommunistparti, Sozialistische Einheitspartei Deutschlands. Efter genforeningen har partiet oplevet en stadig tilbagegang. Efter genforenignen meldte mange medlemmer sig i stedet ind i afløseren for SED, Partei des Demokratischen Sozialismus (PDS),[kilde mangler] der senere har skiftet navn til Die Linke.
Partiet kom i mediernes bevågenhed, da Christel Wegner, medlem af delstatsparlamentet i Niedersachsen og valgt for Die Linke, men også medlem af DKP, i et interview tilkendegav sin støtte til Berlinmuren, Stasi og DDR i det hele i taget, ligesom hun gik ind for en voldelig revolution. Senere benægtede hun sine udtalelser, men blev alligevel ekskluderet fra Die Linkes gruppe i parlamentet.
Deutsche Kommunistische Partei er ikke medlem af internationale organisationer, men havde tidligere observatørstatus i Europæisk Venstreparti.Opbservatørposten blev dog opgivet i 2016 grundet utilfredshed med, at Europæiske Ventreparti ikke havde fremmet en sammenføring af venstekræfterne.. Partiet støtter åbent organisationen Gesellschaft zur Rechtlichen und Humanitären Unterstützung, en organisation stiftet af tidligere stasi-medarbejdere, der imødegår kritik af Stasi og arbejder for at få lukket Stasi-fængslet, der i dag fungerer som museum.